# David Galarreta
Galarreta  Ugarte est un nom espagnol. Le premier nom de famille, en général paternel, est Galarreta ; le second, en général maternel, souvent omis, est Ugarte.
David Galarreta Ugarte, né le 2 juillet 1993 à Ramales de la Victoria,, est un coureur cycliste espagnol.

## Biographie
David Galarreta est originaire de Ramales de la Victoria, une commune située eu Cantabrie. Il a un cousin, prénommé Carlos, qui a été cycliste professionnel.
Entre 2012 et 2015, il court au sein des clubs Seguros Bilbao et Gomur chez les amateurs. Durant cette période, il devient à deux reprises champion de Cantabrie du contre-la-montre et remporte une étape du Tour de Ségovie. Il commence ensuite à courir dans des équipes continentals en 2016. Bon grimpeur, il termine notamment douzième du Circuit de Getxo. 
En 2017, il se classe septième du Fenkel Northern Redsea et treizième du Tour d'Érythrée. L'année suivante, il redescend temporairement chez les amateurs au CC Rías Baixas. Meilleur grimpeur du Mémorial Manuel Sanroma et du Trofeo Ayuntamiento de Zamora, il devient une nouvelle fois champion régional du contre-la-montre. En août, il rejoint l'équipe continentale canadienne H&R Block.
En 2019, il intègre la formation Guerciotti-Kiwi Atlántico, renommée Gios-Kiwi Atlántico en 2020. 

## Palmarès et résultats

### Palmarès par année
- 2014
  - Champion de Cantabrie du contre-la-montre
- 2015
  - Champion de Cantabrie du contre-la-montre
  - 1re étape du Tour de Ségovie
  - 2e du Tour de Ségovie
- 2018
  - Champion de Cantabrie du contre-la-montre

### Classements mondiaux
| Année           | 2016   | 2017 | 2018 |
| --------------- | ------ | ---- | ---- |
| UCI Asia Tour   | 553e   |      | 713e |
| UCI Europe Tour | 1 340e |      |      |
| UCI Africa Tour |        | 199e |      |